# Thierry Marx
Pour les articles homonymes, voir Marx.
Thierry Marx, né le 19 septembre 1959 à Paris, est un homme d'affaires et chef cuisinier français. Sa cuisine s'inspire notamment de la gastronomie moléculaire.
Ancien parachutiste au Liban,, il exerce plusieurs métiers avant de se tourner vers la restauration. C'est en 1988 que Thierry Marx reçoit sa première étoile au Guide Michelin, pour le restaurant Roc en Val à Montlouis-sur-Loire. En 1991, il reçoit de nouveau une étoile, au Cheval blanc de Nîmes. En 2006, Gault&Millau lui décerne le titre de « Cuisinier de l'année ». Entre 2010 et 2014, il participe pendant plusieurs saisons à l'émission Top Chef de M6 comme juré.
Thierry Marx dirige neuf écoles de cuisine et supervise deux restaurants, Madame Brasserie à la tour Eiffel et, jusqu'en 2023, Sur-Mesure au palace Le Mandarin Oriental. Il exploite également quatre boulangeries, situées dans les 7e, 8e, 9e et 16e arrondissements de Paris.
Depuis octobre 2022, Thierry Marx est président de l'Union des métiers et des industries de l'hôtellerie, une organisation patronale représentant cafés, restaurants et hôtels.

## Biographie

### Origines et famille
Thierry Marx a grandi dans le quartier de Ménilmontant dans la cité de Marceau Parola et d'Élise Sery du « 140 Ménilmontant ». Son grand-père, Marcel Marx, était un artisan plombier réfugié juif polonais, communiste durant la Seconde Guerre mondiale. Il se dit lui-même né entre Belleville et Ménilmontant de parents immigrés juifs polonais. Sa mère était laborantine et son père travaillait dans le bâtiment. Il rêve de devenir boulanger en traînant devant la boulangerie de Bernard Ganachaud, inventeur de la flûte Gana. Pendant ses années de collège, lui et ses parents déménagent dans la cité du Bois-l'Abbé de Champigny-sur-Marne.

Avec un cursus scolaire médiocre, il est refusé à l'école hôtelière qu'il souhaitait intégrer et orienté en mécanique générale, où il ne reste pas plus de trois mois. Il confie au journaliste et chroniqueur Quentin Périnel : 

« J'avais la rage… J'ai eu une réputation de caïd, de gros bras, une longue période d'errance à végéter dans la nature, avec une absence totale de projet. J'ai déconné, me suis bagarré. J'ai fugué, je m'échappais à Paris… Champigny-sur-Marne, la cité où j'habitais, était une ville-fantôme, un terrain vague. »

### Carrière
En décembre 2018, il confie à Isabelle Morizet que « de la douzaine de gamins de cette époque, ils ne sont plus que deux à être encore en vie ». Il entre chez les Compagnons du Devoir en 1978, il y obtient les Certificats d'aptitude professionnelle (CAP) de pâtissier, chocolatier et glacier. À dix-neuf ans, Thierry Marx s'engage dans l'armée comme parachutiste dans l'infanterie de marine. Il se retrouve casque bleu, en 1980, durant la guerre du Liban, avant de rejoindre les phalanges libanaises.
Dans les années 1980, il est à la tête des cuisines du luxueux hôtel quatre étoiles Le Cheval Blanc de Nîmes, situé face aux Arènes. Tenu par Régine, cet hôtel est le symbole du faste de ces années-là et reçoit le Tout-Paris de l'époque.
En 1988, il reçoit une première étoile au Guide Michelin pour le restaurant Roc en Val à Montlouis-sur-Loire, puis de 1990 à 1995 au Cheval blanc de Nîmes où il reçoit une étoile en 1991. En 1991 également, il participe au concours culinaire chaud le Nérios d'Or à Néris-les-Bains, où il termine deuxième, derrière Éric Thiercellin-Durin.
De février 2010 à avril 2014, il est un des jurés de l'émission Top Chef sur M6 avec Ghislaine Arabian, Christian Constant et Jean-François Piège.
D'avril 2010 à décembre 2023, il est à la tête de la restauration du Mandarin Oriental Paris. Il y a notamment ouvert, en juin 2011, le restaurant Sur-Mesure by Thierry Marx, ainsi que Le Camélia et un comptoir de pâtisseries.
En 2012, son restaurant Sur-Mesure by Thierry Marx reçoit deux étoiles au guide Michelin.
Le 11 avril 2012, il est fait chevalier des Arts et des Lettres par Frédéric Mitterrand. La même année, il est président d'honneur des Rencontres François-Rabelais.
Il est fait chevalier de la Légion d'honneur en juillet 2013.
Fin 2013, Thierry Marx et Raphaël Haumont, avec qui il a écrit Le répertoire de la cuisine innovante en juin 2012, inaugurent le Centre français de l’innovation culinaire (CFIC), un laboratoire de l’université Paris-Sud où ils élaborent ensemble les textures et les saveurs de la cuisine du futur.[source insuffisante]
En 2014, il est chef de l'année au guide Pudlo et reçoit la consécration des trois assiettes.
Il participe, en tant que coach, à l'émission Un village à la diète, diffusée le 20 juillet 2018 sur TF1, aux côtés de la médecin nutritionniste Vanessa Rolland, de l'entraîneur d'athlétisme Renaud Longuèvre et de Miss France 2011, Laury Thilleman.[citation nécessaire]
En 2016, il rencontre Thomas Pesquet dans un cercle de judokas de haut niveau. Il est sélectionné par le CNRS pour élaborer tous les plats qui seront consommés par l'astronaute au cours de sa mission spatiale. Le projet dure deux années, avec un cahier des charges drastique pour tenir compte des contraintes en apesanteur ainsi que des goûts de Thomas Pesquet. Ce sont 350 plats qui sont élaborés, dont le repas de Noël.[citation nécessaire]
En 2018, il reprend le restaurant Madame Brasserie, situé au premier étage de la tour Eiffel.
Toujours en 2018, il apparaît dans la série Joséphine ange gardien dans son propre rôle, dans l'épisode 1 de la saison 19, intitulé Graine de chef.[citation nécessaire]
En 2022, ceinture noire 3e Dan de judo, il participe au clip promotionnel de rentrée de la Fédération Française de Judo. La même année, il est juré de la 6e édition de MasterChef France, qui fait son retour sur France 2, aux côtés de l'animatrice Agathe Lecaron et des chefs Georgiana Viou et Yves Camdeborde .
En février 2023, il ouvre un nouveau restaurant gastronomique, Onor, rue du Faubourg-Saint-Honoré,. 
En décembre 2023, Thierry Marx annonce son départ du restaurant Sur-Mesure du Mandarin Oriental, afin de pouvoir se consacrer pleinement à son restaurant Onor, avec le chef associé Ricardo Silva,. En mars 2024, Onor reçoit une étoile Michelin.
En 2024, il ouvre un bouillon à Saint-Ouen-sur-Seine, le Bouillon du Coq, reprenant ainsi le Coq de la Maison blanche, une institution locale qui avait fermé cinq ans auparavant.
En mai 2025, La République des Pyrénées annonce que le projet d’installation d'un centre de formation Cuisine mode d’emploi(s) dans le quartier Saragosse, à Pau, attendu depuis 2019, ne se fera pas. Les Échos révèlent une semaine plus tard que cinq centres de formation franciliens de Cuisine mode d’emploi(s) (sur les neuf en activités dans toute la France) sont fermés depuis plusieurs semaines à cause d’un nouveau mécanisme de financement. 

### Engagement et prises de position
Thierry Marx collabore ou prête son image à de nombreuses entreprises et marques : Bab'in (friandises pour chien), Lidl, Feed, Picard, Badoit, Nespresso, Finish (détergents pour lave-vaisselle), Sodexo, SNCF…
Pour l'inauguration du Mandarin Oriental Paris et de ses différents espaces, il a introduit parmi ses équipes la pratique du tai-chi-chuan, avec pour objectif de lutter contre le stress et de souder les équipes.
Pour l'élection présidentielle française de 2017, il soutient Emmanuel Macron,.
En 2018, Thierry Marx apporte son soutien au Secours populaire français, dont il est parrain de la campagne contre la pauvreté et la précarité, en animant notamment des ateliers cuisine,.
À la rentrée 2020, il ouvre à Souillac une formation bachelor, dont le programme met l'accent sur « la responsabilité sociale et environnementale avancée » des futurs chefs d'entreprise de la restauration et encourage[source insuffisante] le recours aux producteurs locaux et aux circuits courts.
Il préconise les circuits courts en permettant à de petits artisans de fournir son restaurant de la tour Eiffel.
En septembre 2022, il se porte candidat à la présidence confédérale de l'Union des métiers et des industries de l'hôtellerie, organisation patronale des hôtels, cafés, restaurants. Le 27 octobre 2022, il est élu président confédéral de l'UMIH avec 71,66% des voix face à Stéphane Manigold.
Depuis 2023, il collabore également avec le SNEG & Co.

## Média

### Télévision
- 2014 : La Parenthèse Inattendue Saison 2 (France2)
- 2010 : Top Chef (M6) : saison 1
- 2011 : Top Chef (M6) : saison 2
- 2012 : Top Chef (M6) : saison 3
- 2013 : Top Chef (M6) : saison 4
- 2014 : Top Chef (M6) : saison 5
- 2014 : Un chef en prison (13e rue)
- 2016-2017 : Les Carnets de Julie (France 3) : saison 5
- 2017-2018 : Les Carnets de Julie (France 3) : saison 6
- 20 juillet 2018 : Un village à la diète (TF1)
- 2019 : Joséphine, ange gardien (TF1) : saison 19
- 2021: Cancres (LCP)

En 2021, il commente la cérémonie d'ouverture des Jeux olympiques de Tokyo sur France 2 avec Alexandre Boyon et Églantine Éméyé et la cérémonie de clôture avec Alexandre Boyon et Marie-Chistelle Maury.
- 2022 : Masterchef (France 2) : saison 6
- 2023 : Snackmasters : trouveront-ils la recette secrète ? (M6)

### Radio
- Depuis 2014 : L'Histoire à la Carte avec Bernard Thomasson sur France Info

## Publications

### Livres de cuisine
- Planète Marx, octobre 2006
- Easy Marx, octobre 2010
- Daily Marx, mai 2011
- Sweet Marx, septembre 2011
- Street Marx, octobre 2011
- Bon !, avec Jean-Michel Cohen, octobre 2011  (ISBN 978-2081254169)
- Best of Marx, édition Alain Ducasse, mars 2012
- Système D, la cuisine des débrouillards, mai 2013
- Le Répertoire de la cuisine innovante, éditions Flammarion, 2013 — Prix littéraire Culture-Gastronomie 2013
- Paris Marx : saveurs capitales, avec Mathilde de L'Écotais et Odile Bouhier, éditions Flammarion, 2014
- L'Histoire à la carte, avec Bernard Thomasson, édition de La Martinière 2015 — Prix des écrivains gastronomes 2016
- Chefs à la carte, avec Bernard Thomasson, Éditions du Seuil 2018

### Autres
- Comment je suis devenu chef étoilé (biographie), octobre 2011
- Co-écrit avec Raphaël Haumont : Le répertoire de la cuisine innovante, juin 2012
- Préfacé par Jacques Attali : L'Homme positif, 2015
- Co-écrit avec Raphaël Haumont : L'Innovation aux fourneaux[38] (avril 2016), éditions Dunod  (ISBN 9782100739806)
- Gastronogeek (préf.), de Thibaud Villanova et Maxime Léonard, Paris, Hachette Cuisine, 2014
- On ne meurt pas la bouche pleine, co-écrit avec Odile Bouhier. Éditions Plon, collection Sang Neuf, 2017
- La stratégie de la libellule, méthode corps-esprit, Le Cherche-midi, essai, 2018.
- Quand ça va, quand ça va pas, Glénat jeunesse, 2019
- Celui qui ne combat pas a déjà perdu Flammarion, 2020
- Deuils, des chemins pour la vie. Vivre, c'est apprendre à choisir, 2024[39]

## Décorations
- Officier de la Légion d'honneur le 1er janvier 2022[40] (chevalier du 12 juillet 2013[41]).
- Officier de l'ordre des Arts et des Lettres promu à ce grade le 13 septembre 2016[42]
- Médaille d'honneur de la protection judiciaire de la jeunesse, argent (arrêté du 14 janvier 2022)[43]